# Tattoo (canción de The Who)
«Tattoo» es una canción escrita por Pete Townshend, de la banda inglesa The Who. Aparece como el quinto tema del disco The Who Sell Out, un álbum conceptual en que se muestra a una emisora de radio llamada Radio London, que pasa canciones comerciales y con publicidad.
En esta canción, se muestra como dos hermanos se hacen tatuajes en su cuerpo, a las espaldas de sus padres, provocando el enojo de estos